# Маяк (Могилёвский район)
Мая́к — деревня в составе Вендорожского сельсовета Могилёвского района Могилёвской области Республики Беларусь.

## Географическое положение
Ближайшие населённые пункты: Вендриж, Берёзовка, Новосёлки, Северный Жабин.